# Béatrice Hess
Béatrice Hess, née le 10 novembre 1961 à Colmar (Haut-Rhin), est une nageuse handisport française.

## Biographie
Béatrice Hess est la fille de Jérôme Pierre, cordonnier, et d'Émilie Jacquot, tisserande. Entourée de ses trois sœurs et de ses deux frères, elle mène une vie normale, fréquente l'école primaire puis le collège et ce, malgré le handicap à sa naissance causé par une ostéomyélite et une tuberculose osseuse et neurologique. Dans les années 2010, elle est diagnostiquée porteuse de la maladie de Pompe.
Après plusieurs opérations et rééducations, Béatrice suit une formation professionnelle au centre d'Étueffont dans le territoire de Belfort. En 1981, elle obtient son certificat d'aptitude professionnelle (CAP) d'aide-comptable et un diplôme de comptabilité. Dans le cadre de la reconversion professionnelle, elle obtient un diplôme universitaire de sociologie du sport et un diplôme universitaire en marketing et communication dans le mouvement sportif. Elle suit également une formation sur les politiques territoriales.
En 1984, dans le cadre d'handisport, elle rencontre son futur mari, Aristide Hess. Ils se marient en 1989 et ont deux enfants : Guillaume (1990) et Delphine (1993).

### Carrière sportive
Avant la réforme introduite lors des Jeux paralympiques de 1992, elle est classée dans une catégorie ouverte, qu'elle décrit ainsi : « C'était la catégorie “les autres”, un peu fourre-tout, où l’on mettait notamment les personnes atteintes du syndrome de Guillain-Barré ou de sclérose en plaques. À partir de ce moment [les Jeux paralympiques de 1992], on a classé les sportifs handicapés non plus selon leur handicap, mais selon leur potentiel ». En raison de sa paralysie, elle prend ainsi ensuite part aux compétitions de natation dans la catégorie S5, pour les nageurs qui ne font pas usage de leurs jambes.
Elle remporte ses premières médailles internationales — cinq médailles : l'or au 200 m quatre nages, l'argent aux 400 m libre et 50 m papillon, le bronze aux 100 m libre et 100 m dos — aux Jeux internationaux de Stoke Mandeville en 1982.
Participante aux Jeux paralympiques, Béatrice Hess remporte quatre médailles d'or en 1984 (25 m dos, 25 m, 50 m et 100 m libres), une médaille d'or sur 50 m dos, une d'argent sur 50 m libre et une de bronze avec le relais français quatre nages, en 1988 sous son nom de jeune fille (Pierre), six médailles d'or et une d'argent en 1996, sept médailles d'or en 2000, puis deux médailles d'or et trois d'argent en 2004,. Elle ne participe pas aux Jeux paralympiques de 1992 pour cause de maternité, ses deux enfants étant nés en 1990 et en 1993.
Son entraîneur est Stéphane Fontaine. Elle est élue meilleure athlète alsacienne de l'année 1996 par les journalistes de sport d'Alsace de l'Union des journalistes de sport en France (UJSF) et sacrée meilleure sportive française de l'année,. Elle établit également dix records du monde aux Jeux paralympiques de Sydney en 2000 : huit en finale et deux durant les séries.
Elle est porte-drapeau de la délégation française aux Jeux paralympiques d'été de 1996 à Atlanta et capitaine de l'équipe de France aux Jeux paralympiques d'été de 2000 à Sydney. Elle est membre de la commission des athlètes porte-drapeaux des olympiques et paralympiques de Paris 2024.
Elle remporte également huit titres mondiaux et dix-huit titres européens plus cinquante-six médailles obtenues lors des différents championnats internationaux dont les championnats du monde de 1982 à Stoke Mandeville, 1986 à Vienne, 1995 à Perpignan, 1998 à Christchurch, 2002 à Mar del Plata. Avec 20 médailles d'or acquises entre 1984 et 2004, elle est la sportive française la plus titrée des Jeux paralympiques,.
Au total elle remporte 28 médailles d'or, 6 d'argent et 3 de bronze : 20 or et 5 argent aux Jeux paralympiques, et 8 or, 1 argent et 3 bronze en championnats du monde[Quoi ?].
Elle pratique le paracanoë au club de Mulhouse.

### Engagements associatifs
Béatrice Hess est :
- nommée au Comité international olympique dans la commission « Femmes et sports » de 2000 à 2009 ;
- élue au comité des athlètes internationales en 2004, elle est nommée au CNAPS de sa création jusqu'à sa dissolution ;
- membre du comité fédéral de la Fédération française handisport (FFH) de 2001 à 2017 ;
- présidente du  comité régional handisport Alsace de 2009 à 2017 ;
- membre de l’Académie nationale olympique (ANOF) et de l'Académie internationale olympique (AIO) ;
- décorée par Jacques Rogge, président du Comité international olympique à Lausanne et à Olympie (Grèce) ;
- membre de la Fondation Décathlon depuis sa création en 2005, elle apporte son expérience au service de projets associatifs sur l’éducation et le sport pour tous et plus particulièrement pour les personnes les plus éloignées du sport dans le monde ;
- à Colmar, vice présidente d’honneur de l'Office municipal du sport (OMS), membre du comité d'éthique de la télévision locale (TV 7), nommée ambassadrice du sport elle promeut l'éducation par le sport dans les écoles ;
- nommée par le préfet de région au Conseil économique, social et environnemental régional d'Alsace (CESA) depuis 2001[2] ;
- depuis la fusion des régions, à la suite de la loi NOTRe 2015, membre du Conseil économique, social et environnemental de la région (CESER) Grand Est, d'abord présidente de la commission "Sports" puis vice-présidente déléguée à l'insertion, l'inclusion et le sport. Elle apporte son expertise de façon transversale sur les préconisations rédigées dans les avis sur les politiques publiques régionales émis par le CESER Grand Est.

## Hommages
Elle est élue par les sportifs au comité des athlètes lors des Jeux paralympiques d'Athènes.
Elle est marraine et membre d'honneur de l'Association européenne contre les leucodystrophies (ELA).
Trois piscines françaises portent son nom, à La Courneuve, à Riom et à Étueffont, deux salles de sport à Canteleu et Onnaing ainsi qu'un dojo à Ingersheim. À Duttlenheim, village natal d'Arsène Wenger, une rue porte le nom de Béatrice Hess en hommage à son organisation de la première olympiade inclusive avec 400 jeunes du village et des instituts régionaux.
À Colmar, le lycée Camille Sée a voté pour nommer la salle du conseil d'administration à son nom.
Le journal français L'Humanité l'a décrite comme l'« une des meilleures nageuses du monde » tandis que le magazine Marianne l'a surnommée « la torpille française ».

## Distinctions
Béatrice Hess est nommée au grade de chevalier dans l'ordre national de la Légion d'honneur, faite chevalier de l'ordre le 6 septembre 1996, promue au grade d'officier le 13 juillet 2007 au titre de  « membre actif d'associations en faveur des personnes handicapées ». Elle est faite officier de l'ordre le 21 janvier 2008 et promue au grade de commandeur le 31 décembre 2014 au titre de « présidente d'un comité régional handisport ».
Le 22 novembre 2000, elle est nommée au grade d'officier dans l'ordre national du Mérite au titre de « septuple médaillée d'or en natation aux jeux Paralympiques de Sydney ; 21 ans d'activités sportives », faite officier de l'ordre le 23 novembre 2000 et promue le 22 octobre 2004 au grade de commandeur dans l'ordre au titre de  « médaille d'or des 200 mètres nage libre et 100 mètres brasse et médaille d'argent des 50 et 100 mètres nage libre et du 50 mètres dos aux jeux Paralympiques d'Athènes ». Elle est faite commandeur le 25 octobre 2004 puis élevée à la dignité de grand officier dans l'ordre le 21 mai 2021 pour son engagement associatif et ses contributions au conseil économique, social et environnemental régional (CESER) du Grand Est ainsi qu'au titre de « ancienne championne paralympique de natation, ancienne présidente du comité régional handisport d'Alsace ». La médaille lui est remise à l'Élysée par le président de la République, Emmanuel Macron, le 17 janvier 2023.
Elle la première médaillée française du Hall of Fame et la 8e mondiale[réf. nécessaire] avec 26 médailles (20 d'or, 5 d'argent et 1 de bronze).